# Limski kanal - more
Limski kanal - more este o arie protejată (sit de importanță comunitară — SCI) din Croația întinsă pe o suprafață de 673,1 ha, integral marine.

## Localizare
Centrul sitului Limski kanal - more este situat la coordonatele 45°07′49″N 13°39′02″E / 45.130313°N 13.650431°E.

## Înființare
Situl Limski kanal - more a fost declarat sit de importanță comunitară în iulie 2013 pentru a proteja un număr necunoscut de specii din flora spontană și fauna sălbatică aflate în arealul zonei.

## Biodiversitate
Situată în ecoregiunea marină mediteraneană, aria protejată conține 4 habitate naturale: Golfuri mici largi și golfuri puțin adânci, Bancuri de nisip acoperite în permanență slab de apă marină, Recifuri, Peșteri marine scufundate complet sau parțial.
La baza desemnării sitului se află un număr nedeclarat de specii protejate.